# Taeniolabidoidea
Taeniolabidoidea (лат.) — надсемейство вымерших млекопитающих из подотряда (клады) Cimolodonta отряда многобугорчатых. Обитали во времена с мелового периода по палеоценовую эпоху (100,5—56 млн лет назад) в Северной Америке на территории современных США и Канады, а также в Азии на территории Китая и Монголии.
Это были наземные растительноядные животные. Надсемейство включало крупнейших известных представителей вымершего отряда многобугорчатых, а также крупнейших из млекопитающих не-териев: масса Taeniolabis taoensis, возможно, превышала 100 кг.
Группа была первоначально установлена как подотряд, прежде чем ей был присвоен ранг надсемейства Маккеной и Беллом в 1997 году. Признаны два семейства: в первую очередь североамериканское Taeniolabididae, состоящее из родов Bubodens, Catopsalis, Valenopsalis, Taeniolabis и Kimbetopsalis, и исключительно азиатское Lambdopsalidae, состоящее из родов Lambdopsalis, Sphenopsalis и Prionessus, причем Valenopsalis является базальной формой вне любой из клад. Некоторые из окаменелостей хорошо сохранились. Хотя возможный таениолабидоидный Bubodens известен из ланцианских отложений позднего мела Южной Дакоты, клада в остальном четко представлена только в палеоценовых слоях.
Члены этой группы имеют зубные формулы {\displaystyle I{\frac {2}{1}}C{\frac {0}{0}}P{\frac {1}{1}}M{\frac {2}{2}}} или {\displaystyle I{\frac {2}{1}}C{\frac {0}{0}}P{\frac {2}{1}}M{\frac {2}{2}}}. Рассел отмечает, что у тениолабидоидов были постоянно растущие, самозатачивающиеся резцы, как у современных грызунов, а премоляры, которые обычно характерны для многобугорчатых, иногда утрачиваются в этом семействе. Производные характеристики таксона (апоморфии) включают: «морда короткая и широкая с передней частью скуловых дуг, направленных поперечно, что приводит к квадратной форме черепа (разделяемой с Kogaionidae); лобные кости маленькие, заостренные сзади, почти или полностью исключены из орбитального края».

## Классификация
По данным Paleobiology Database, на май 2025 надсемейство включает следующие семейства и роды:
- - †Erythrobaatar Jin et al., 2022
- †Lambdopsalidae Chow and Qi, 1978
  - †Lambdopsalis[англ.] Chow and Qi, 1978
  - †Prionessus[англ.] Matthew and Granger, 1925
  - †Sphenopsalis[англ.] Matthew et al., 1928
- †Taeniolabididae Granger and Simpson, 1929
  - †Bubodens Wilson, 1987
  - †Catopsalis Cope, 1882
  - †Kimbetopsalis Williamson et al., 2016
  - †Taeniolabis Cope, 1882
  - †Valenopsalis Williamson et al., 2016